# Església Missionera del Kopimisme

El símbol Kopimi

Ctrl-C, Ctrl-V

L' Església Missionera del Kopimisme (en suec Missionerande Kopimistsamfundet), és una congregació de persones que comparteixen fitxers que creuen que copiar la informació és una virtut sagrada i va ser fundada per Isak Gerson, un estudiant de filosofia de 19 anys, i Gustav Nipe a Uppsala, Suècia, a la tardor de 2010. L'Església, amb seu a Suècia, va ser reconeguda oficialment per l'Agència de Serveis Jurídics, Financers i Administratius com a comunitat religiosa el gener de 2012, després de tres intents de sol·licitud.
Gerson ha negat qualsevol connexió entre l'Església i el lloc d'intercanvi d'arxius The Pirate Bay, però ambdós grups estan associats amb el col·lectiu d'art i pirateria suec Piratbyrån.

## Nom
El nom de Kopimisme deriva de les paraules copiar i jo, que són les arrels fonamentals de les creences de l'Església i demana una invitació a copiar informació. La paraula "Kopimi" va aparèixer per primera vegada en un fòrum de l'agència pirata. Isak Gerson, un dels principals fundadors, va veure quelcom bonic i teològic en aquest concepte de "copia'm" i va argumentar que l'intercanvi digital de dades és un acte fonamental en el nostre univers mitjançant la reproducció i còpia de cèl·lules, ADN i gens i que la totalitat d'Internet és essencialment per compartir.
A Gerson se li ha atribuït una vegada que va dir: "L'únic que podem fer com a cristians ara, suposo, és el que Jesús va intentar fer, i fer-ho millor".

## Principis
Els seguidors de la religió es diuen kopimistes de copy me. Un "Kopimista" o "Kopimista intel·lectual" és una persona que té la creença filosòfica que tota la informació s'ha de distribuir lliurement i sense restriccions. Aquesta filosofia s'oposa a la monopolització del coneixement en totes les seves formes, com ara els drets d'autor, i fomenta l'intercanvi d'arxius de tot tipus de mitjans, com ara música, pel·lícules, programes de televisió i programari. De fet, l'acte de retenir i estalviar informació a través dels drets d'autor va en contra del caràcter sagrat de la informació. En el seu èmfasi espiritual en la còpia com a ideal, el kopimisme comparteix valors amb les tradicions estètiques xineses, en què "la còpia es valora no només com una eina d'aprenentatge (com ho és a Occident) sinó com a satisfacció artística per dret propi", un concepte. també anomenada duplitectura.
Segons l'església, "En la nostra creença, la comunicació és sagrada". Al seu lloc web no s'esmenta cap creença en déus o fenòmens sobrenaturals a part de Kopimi. CTRL+C i CTRL+V, les tecles de drecera habituals de l'ordinador per a "Copiar" i "Enganxar", es consideren símbols sagrats. Alguns grups creuen que Kopimi és considerat un déu, i d'altres creuen que és un símbol i un esperit sagrat que resideix dins de cada ésser viu.
La comunitat també fa un servei religiós conegut com a "copyacting" en què la informació es distribueix als creients mitjançant fotocopiadores.
Segons la constitució kopimista:
- Còpia de la informació és èticament correcte.
- La difusió de la informació és èticament correcta.
- Copymix és un tipus de còpia sagrada, més que la còpia digital perfecta, perquè amplia i millora la riquesa d'informació existent.
- Copiar o remesclar la informació comunicada per una altra persona es veu com un acte de respecte i una forta expressió d'acceptació i fe kopimista.
- Internet és sagrada.
- El codi és llei.

El 5 de gener de 2012, el kopimisme va ser acceptat per Suècia com a religió legítima amb uns 4.000 membres estimats. S'ha dit que l'associació de la religió amb l'intercanvi il·legal d'arxius no significa que l'intercanvi il·legal d'arxius quedi excusat de l'enfocament de tolerància zero de Suècia davant aquest tema.

## Ubicacions internacionals
El kopimisme també s'ha arrelat en diverses nacions, com ara:
- Canadà
- Japó
- Israel
- Estats Units d'Amèrica (incloent-hi l'estat d'Illinois als Estats Units, on Kopimism s'ha registrat com a organització sense ànim de lucre 503(c) en forma d'església.)[20]

## Primer casament
El 28 d'abril de 2012, l'Església Missionera del Kopimisme va celebrar el seu primer casament. El casament va tenir lloc a Belgrad, Sèrbia, entre una dona romanesa i un home italià. La santa cerimònia va ser dirigida per un Kopimistic Op, que portava una màscara de Guy Fawkes, mentre un ordinador llegia en veu alta els vots i algunes de les creences centrals del Kopimisme.
L'església va declarar: "Avui estem molt contents. L'amor és compartir. Una parella casada ho comparteix tot. Amb sort, copiaran i remesclaran algunes cèl·lules d'ADN i crearan un nou ésser humà. Aquest és l'esperit del kopimisme. Sent l'amor i comparteix aquesta informació. Copia tota la seva santedat".
Gerson, el líder missioner de l'Església del Kopimisme, va assistir com a testimoni durant el casament.

## Polèmiques
Ambdós fundadors, Gerson i Nipe, han tingut una àmplia experiència en activisme en línia i han servit com a actors principals del Moviment de Pirateria Suec, fet que va provocar que molts periodistes i funcionaris del govern a Suècia especulessin sobre els objectius reals de la creació d'aquesta organització.
Hi va haver una forta reacció entre els mitjans de comunicació i les revistes cristianes el 2011 després que els fundadors van presentar per primera vegada la seva sol·licitud per registrar-se com a religió, ja que els periodistes van condemnar l'Església Missionera del Kopimisme com "una aventura política","un truc de relacions públiques" i "una devaluació de la religió".